# Свети Никола (Вуково)
Вижте пояснителната страница за други значения на Свети Никола.
„Свети Никола“ е късносредновековна българска църква в село Вуково, община Бобошево, област Кюстендил.
Църквата се намира на около 2 км южно от селото, в дълбок и труднодостъпен дол, при старите селски гробища. Еднокорабна, едноапсидна, триконхална църква, без притвор, с плитка арка на западната фасада, с външни размери 4,43 Х 2,75 м. Сводът е полуцилиндричен. В конхите са прорязани малки тесни прозоречни отвори. Изградена е от ломени камъни, споени с бял хоросан. Покривното покритие е от нацепени каменни плочи. Църквата е полувкопана в земята. Цялата вътрешност е била изписана, а също и арката на западната стена. От стенописите са останали частични фрагменти. Църквата е построена през XVI в., от който период е и запазения живописен слой. Времето и невежеството са нанесли върху стенописите тежки повреди и от тях са запазени само незначителни фрагменти.
Църквата е архитектурно-строителен паметник на културата с местно значение (ДВ, бр.77/1968 г.) и художествен паметник на културата с национално значение (ДВ, бр.100/1969 г.).
Църквата носи името на Свети Никола или Свети Николай Мирликийски Чудотворец (270 – 343). Той е източноримски духовник, епископ на град Мира Ликийска в областта Ликия. Приживе Николай Мирликийски е известен като противник на езичеството и арианството. След смъртта си е почитан като светец и покровител на моряците, търговците и затворниците. През средновековието мощите му са откраднати от италиански моряци от храма в Мира и са пренесени в гр. Бари, Италия където се пазят и до днес.
В България денят на светеца – Никулден, се празнува на 6 декември.